# ケニング
ケニング（古ノルド語: kenning 英語発音: [ˈkɛnɪŋ] アイスランド語発音: [cʰɛnːiŋk]）は、具体的な名詞の一単語の代わりに比喩的な複合語をあえて使う修辞技法の一つで、迂言法の一種とされる。ケニングの技法は、古ノルド語およびアイスランド語の詩と強く結びついている。関連の深いもう一つの修辞技法であるヘイティと並んで、長きに渡ってアイスランド詩（リームルなど）を特徴づける要素であり続けた。
ケニングは基底語と決定素の2つの部分からなる。例えば、「剣」を意味する"íss rauðra randa"「赤い盾のつらら」というケニングの基底語はiss（つらら）であり、決定素はrǫnd（盾）である。そのケニングが指すもの、人、場所などを、指示物（referent）と呼ぶ（上記の例では指示物は剣である）。ケニングを訳す場合、ひとまとまりの複合語として訳出する場合が多いが、実際の古ノルド語詩においては一般的な語順とは異なる場合もあるし、構成要素が必ずしも隣り合っているわけでもない。
もともとは古ノルド語およびアイスランド語の技法を指したが、最近では類似した古英語の修辞技法も同様にケニングと呼ばれる。

## 語源
古ノルド語のkenningは、kenna（「知る」の意）の派生した形である。現代の北ゲルマン語群では、アイスランド語 kenna、スウェーデン語 känna、デンマーク語 kende、ノルウェー語ニーノシュク kjennaなどの語形が残っているほか、西ゲルマン語群の同根語として、歴史的には古英語 cennan、古フリジア語 kenna、kanna、古ザクセン語 (ant)kennian、古高ドイツ語 (ir-、in-、pi-)chennanなどがあり、いずれもゲルマン祖語 *kunnananの使役形*kannjananから派生したものとされる。これらは、現代英語のknowやラテン語のcognitiō、ギリシア語のgnosisと同様に、根源的には印欧祖語の*ǵneh₃に遡ることができる。

## 構造
古ノルド語のケニングは、最も単純な形式のものでは、核となる名詞である基底語（英: base-word）と、基底語に意味を付与し修飾する決定素（英: determinant）の2つの語からなる。決定素が名詞の場合、語形変化せず基底語の前について複合語を形成する場合と、属格を取り基底語に前置／後置されて属格句の形を取る場合がある。「船」を意味するケニングの例として、複合語のものではgjálfr-marr（海-馬）、属格句のものではbáru fákr（波の馬）などの表現がある。属格句となる場合、基底語と決定素の間にほかの語が置かれ、2要素が離れることがある。
また、ケニングが指し示しているが言明されない名詞のことを指示物（英: referent）という。上記の2例は、いずれも「船」を指示物とするケニングである。
古ノルド語詩では、ケニングの構成要素（基底語と決定素）として、一般的な名詞だけでなく、ヘイティ（古ノルド語: heiti）と呼ばれる詩語を用いることもできる。上記の例では、散文で馬を指す一般的な語であるhestrと区別された詩的な語彙素であるmarrやfákrが用いられている。

## 複雑なケニング
スカルド詩人は、基底語または決定素として、別のケニングを使うような複雑なケニングも使用した。例えば"grennir gunn-más"「戦カモメに餌をやるもの」というケニングでは、"gunn-más"「戦カモメ」自体がワタリガラスを指すケニングであり、つまり「ワタリガラスに餌をやるもの」すなわち戦士を指す。このようにあるケニングに別のケニングが埋め込まれているとき、この表現全体を二重ケニング（古ノルド語: tvíkent、トウィケント、二重修飾）という。
あるケニングの決定素が別のケニングであるとき、決定素となっているケニングはしばしば、語形変化せずに前置されて複合語を形成する。例えば、"mög-fellandi mellu"「女巨人の子殺し」は、「女巨人の子らを殺すもの」=「巨人たちを殺すもの」すなわちトール神を指すケニングである。
3つ以上の要素からなる表現は、拡張（古ノルド語: rekit）と呼ばれる。スノッリ・ストゥルルソンは、5要素からなるケニングを詩的許容の範疇としているが、これ以上の極端な構成については戒めている。スカルド詩にあるケニングで最長のものは7つの要素のもので、トールズ・スヤレクソンのものである。"nausta blakks hlé-mána gífrs drífu gim-slöngvir"「船の小屋の馬の守りの月の女巨人の吹雪に火を振り回すもの」というのがそれで、単に戦士を意味する。

## 語順と理解
古ノルド語は古英語と同様に総合的言語であり、語根に付与された接頭辞と接尾辞が文法的意味を示すため、いわゆる分析的言語である現代英語に比べると、語順はかなり自由である。スカルド詩はこの自由度を最大限に生かしており、時に通常の散文では不自然なほどの表現になることがある。ケニングにおいても、属格句の基底語と決定素の間や、時には複合語の各要素の間にすら、ほかの単語がはさまることがある（分語法）。複数のケニングが入り交じることもある。その場合も、古ノルド語では形態論が洗練されているために、同じようにねじれた英語の文と比較すれば、曖昧さは普通小さい。
もう一つの特徴として、古ノルド語のケニングは極めて慣習的な傾向があることが挙げられる。指し示す話題も決まった小さい範囲にとどまり、表現も隠喩として伝統的に使われるものに収まることがほとんどである。一例では、指導者などが寛大な人物であるとされるとき、民衆側の味方であることを示すものとして、慣習的に「黄金の敵」「宝の攻撃者」「腕輪の破壊者」と呼ばれる。とはいえ、意味の曖昧な例も多くあり、故意にそうしたと思われるものもある。

## 定義
ケニングは、（「木の災い」=火のような）単なる形容語句も含めて2要素以上からなる名詞代替法を広く指すものとする立場がある一方で、（「家々の太陽」=火のような）隠喩的なもの、特に「基底語と修飾語句の意味との間に宿る（と詩人が考えた）関係のみによって指示物を指す」ようなもののみに限定するとする人もいる。自然物を指す隠喩（古英語のforstes bend「霜のきずな」＝氷や、winter-ġewǣde「冬の衣装」＝雪、など）も、ケニングの定義から除外することがある。形容語句は世界に広く見られるありふれた修辞技法であるが、上記の狭義のケニングは、古ノルド語と（程度は落ちるが）古英語にのみ見られる特徴といえる。
ただし、スノッリはむしろ広義の意味、すなわち、2語以上（名詞と属格句、または複合語、さらにその組み合わせ）によるまわりくどい描写で人や物をほのめかす構造的修辞全般を指すものとしてケニングを捉えていたようである。隠喩でない表現にも明らかに適用されている例として、『詩語法』では、キリストを指す"konung manna"「人々の王」という表現が、『韻律一覧（Háttatal）』では、戦いを指す"fleinbrak"「槍の激突」という表現が、それぞれケニングであるとされている。
スノッリが使っているケンド・ヘイティ（古ノルド語: kend heiti、知識を必要とする詩語）という語は、ケニングと同義のものとして扱われているようである。ただし、ブロデューアによる定義では、上記でケニングから除外されたような表現を特に指すものとされている。
スヴェルドロフは、形態論的見地からケニングの定義を扱っている。ゲルマン語の複合語における修飾語句が属格も語根そのままの形も取ることができることから、一般的な古ノルド語の複合語では、属格の決定素と修飾語句は同様のふるまいを見せることを指摘している。例えば属格決定素と修飾語句は、いずれも独立した形容詞によって修飾されることはない。この観点で言えば、すべてのケニングは、たとえ他の語句によって分割されていたとしても、形式的には複合語である。

## 語義論
ケニングは、拡張されて時に鮮烈な隠喩表現を生むことがある。例としては「盾は『柄の固い足』（=剣の刃）によって踏みつけられた」「『傷の海』（=血）が剣の枕地（=盾）に吹き付けられた」などが挙げられる。スノッリはこういった表現を「新奇な創造」（古ノルド語: nýgerving、ニュゲルウィング）と呼び、『韻律一覧』の第6段で例示している。ここでみられる表現上の効果は、自然な比喩とわざとらしい技巧の相互作用によるものである。しかしスカルド詩人は、こういった有機的な隠喩の拡張ではない、単に装飾的なだけのケニングを恣意的に使うこともよくあった。「支配者というのは、たとえ戦闘中であったとしても『金の分配者』であるし、金というのは、腕輪にされていたとしても『海の火』である。金の腕輪をつけた男が戦闘しているとして、海に言及することはその状況と何の関係もないし、戦闘の描写に貢献していない」。
こういった単なる隠喩の混合は、スノッリは誇張（古ノルド語: nykrat、ニュクラート）と呼び、ニュゲルウィングと区別した。甥のオーラヴ・ソルザルソンは過ち（古ノルド語: löstr）とすら呼んでいる。それにもかかわらず、「多くの詩人はこの規則に従っていないばかりか、中には、互いに異なる複数のケニングと、それらと関係がなかったり調和しないような動詞を一節に並べて使うようなおかしな手法を好んでいたようにしか見えないものもいる」。
ケニングの中に同じものを指すケニングが含まれているような、冗長な表現が見られることがある。例えば、"barmi dólg-svölu"「敵対的なつばめの同胞」=「からすの同胞」=「からす」や、"blik-meiðendr bauga láðs"「腕輪の地できらめきを殖やすもの」=「腕のきらめきを殖やすもの」=「腕輪を殖やすもの」=「貴族・指導者」）などがある。
古ノルド語のケニングには、比較的平易なものもあるものの、神話や伝説の知識に依拠したものも多い。例えば空は、自然な表現として"él-ker"「大雨の桶」と呼ばれることがある一方で、"Ymis haus"「ユミルの頭蓋」と呼ばれることがある。これは、太古の巨人ユミルの頭蓋骨から空が作られたという考えを参照したものである。"rimmu Yggr"「戦いのオージン」=「戦士」のように、特に関連する物語があるわけではないが、神話上の存在をある種の慣例で使うこともある。
中世アイスランドの詩人は、異教の神話への言及や貴族的な添え名と一体となった伝統的なケニングのレパートリーを用いて、キリスト教的なテーマを扱うこともあった。聖人に当てた例もある（"Þrúðr falda"「頭飾りのスルーズ」＝聖カタリナ、など）。
Aという特徴を常に持つBについて、ABという形式をとる同語反復的なケニングがあり、これは「Aという特徴を持つ点においてBのごときもの」という意味をもつ。例えば"skjald-Njörðr"「盾のニョルズ」というフレーズは、ニョルズ神が盾持つ神であるがゆえに同語反復的であり、「盾を持っているニョルズのようなもの」つまり「ニョルズのように盾持つもの」すなわち「戦士」を意味するケニングである。現代英語でも、化粧好きな女性を指す侮蔑語である"painted Jezebel"「厚化粧のイゼベル」の例がある。

## 省略
よく知られたケニングから、一部の言葉が省略されることがある。例えば"val-teigs Hildr"「鷹の地のヒルド」という表現は、貴婦人を指すケニングだが、元々は「鷹の地のきらめきのヒルド」すなわち「腕のきらめきの女神」＝「金の女神」＝「貴婦人」という表現であったと考えられる（「鷹の地」＝「腕」は鷹狩りの文脈である）。聞くものが元のフレーズを十分に知っており、省略しても意味が伝わると考えて、詩人はこういった表現を使用した。

## 古ノルド語のケニングの実例
剽窃詩人エイヴィンドによる下記の宮廷律（dróttkvætt）の詩句は、灰衣王ハーラルの貪欲さを、前王であるハーコン善王の寛大さと比較したものである。
Bárum, Ullr, of alla,

ímunlauks, á hauka

fjöllum Fýrisvalla

fræ Hákonar ævi;

nú hefr fólkstríðir Fróða

fáglýjaðra þýja

meldr í móður holdi

mellu dolgs of folginn

—Eyvindr skáldaspillir、Lausavísa
これを逐語訳すると以下の通りとなる。「戦ネギのウルよ！　我らはハーコンの治世の間ずっとフュリ河畔の種を鷹の山に抱えてきた。今や人々の敵は、そのフロージの不運な奴隷の小麦粉を、女巨人の敵の母の肉の中に隠してしまった」
このスタンザに含まれるケニングは以下の通りである。
- 戦ネギのウル（Ullr ... ímunlauks）：「戦士」の意。ímun-laukr（戦-ネギ）自体もその形状から「剣」を意味するケニングである。Ullr（ウル）は神の名であり、慣習的に、神の名は、何らかの特徴を持つ人を指すために用いられ、ここでは「剣のウル」として「戦士」を表す。ここではハーラル王を指している。

- 鷹の山（hauka fjöllum）：「腕」の意。hauka（鷹）とfjöll（山）からなるケニング。鷹狩りにおいて、鷹匠の腕に鷹が留まることへの連想から、場所を表す語と鷹の語の組み合わせは、慣習的に「腕」を表す。

- フュリ河畔の種（Fýrisvalla fræ）：「黄金」の意。Fýrisvellir（フュリ河の平原）とfræ（種）からなる。これは『詩語法』と『フロールヴ・クラキのサガ』にある伝説を参照したものである。フロールヴ王とその臣下たちは、追手を撒くため、ガムラ・ウプサラの南にあるフュリ河の流れる平原に黄金を撒き散らした。

- フロージの不運な奴隷の小麦粉（Fróða fáglýjaðra þýja meldr）：これも「黄金」の意である。『グロッティの歌』を参照したもの。

- 女巨人の敵の母の肉（móður hold mellu dolgs）：「大地」「土」の意。大地の女神とされるヨルズは、巨人を打ち倒すトール神の母であることから。

したがって、つまるところこのスタンザは、「ハーラル王よ！　我らはハーコン王の治世の間ずっと黄金を腕に抱いてきた。今や人々の敵（たる汝、ハーラル）は、その金を土の中に隠してしまった」と解釈される。

## 古英語他におけるケニング
ケニングはゲルマン語派に共通して継承されてきたと伝統的には考えられているが、異論もある。なぜなら初期のゲルマン語のうちで、ケニングの使用が見られるのは古ノルド語と古英語の詩に限られているからである。「黄金」を指すwalha-kurna（ガリアの穀物）という表現は、チュルクエー黄金薄板に刻まれたノルド祖語のルーン文に確認できる。しかし、大陸の西ゲルマン語群で確認された語彙の中にはケニングは実際含まれていない。唯一の例として、古ザクセン語の『ヘーリアント』に「肉体」を指す"lîk-hamo"「体の服」という表現があるが、この複合語は西ゲルマン語群においても北ゲルマン語群においても散文で一般に使われる語に過ぎない（古英語 līchama、古高ドイツ語 lîchamo、lîchinamo、オランダ語 lichaam、古アイスランド語 líkamr、líkami、古スウェーデン語 līkhamber、スウェーデン語 lekamen、デンマーク語およびノルウェー語ブークモール legeme、ノルウェー語ニーノシュク lekam）。
古英語のケニングは、すべて2要素からなる単純な形式のものである。例えば「海」を指すケニングとして、『ベーオウルフ』には"seġl-rād"「帆の路」、"swan-rād"「白鳥の路」、"hron-rād"「くじらの路」が、『アンドレアス』に"bæð-weġ"「風呂の道」が、『海ゆく人』に"hwæl-weġ"「くじらの道」がある。ほとんどの古英語のケニングは、最初の要素は屈折せず、複合語の形をとる（"heofon-candel"など）。属格句によるケニングも存在するものの、稀である（"heofones ġim"など）。
古英語の詩人は、同義語を並べることがしばしばあり、これが指示物とケニングの並置になっていることがある。例えば『ベーオウルフ』の"Hrōðgar maþelode、helm Scyldinga"（スキョルドの一族の守り手、ロスガルは言った）などである。

## 現代的用法
ケニングに似た修辞技法は現代でもみられる。多くは他の詩的修辞と組み合わせて使用される。例えば、ジョン・スタインベックは1950年の作品『爛々と燃える』においてケニング様の修辞を使っている。スタインベックの自伝を書いたジェイ・パリーニによると、「この試みは意図されたものだが、ばかげていると言っていいほどに奇妙なものである。スタインベックは、'wife-loss'とか 'friend-right'とか'laughter-starving'といった複合句（古英語のケニングみたいなもの）を創り出した」。
複合語の生成が一般的なドイツ語では、ケニング様の単語はありふれたものである。Drahtesel （自転車）、Feuerstuhl（バイク）、（猫）などが挙げられる。
アイルランドの詩人シェイマス・ヒーニーは、自作においてケニングを頻繁に用いている。'bone-house'「骨の家」（=骸骨）などがある。

## 注
1. ↑  “Help”, Oxford English Dictionary May 6、2020閲覧。 エラー: 閲覧日が正しく記入されていません。
2. ↑  Verse-forms and Diction of Christian Skaldic Verse.
3. ↑  Faulkes (1999)、p. 5/12.
4. ↑  Faulkes (1999)、p. 5/12.
5. ↑  Faulkes 1991、8:29–31; Faulkes 1987、172.
6. ↑  Fjórkennt
7. ↑  Faulkes (1997)、pp. 11–17,
8. ↑  Meissner (1921)、p. 2.
9. ↑  Heusler (1941)、p. 137.
10. ↑  Gardner (1969)、pp. 109–110.
11. ↑  Faulkes (1998 a)、p. 78/17、22.
12. ↑  Faulkes (1999)、p. 5/12.
13. ↑  Sverdlov (2006).
14. ↑  Faulkes (1997)、p. 24.
15. ↑  Gordon (1956)、p. 250.
16. ↑  Heusler (1941)、p. 137.
17. ↑  Gardner (1969)、pp. 109–117.
18. ↑  Krause (1971)、p. 63. Cited by Hultin (1974)、p. 864.
19. ↑  Looijenga (1997)、pp. 24、60、205; Looijenga (2003)、p. 42、109、218.
20. ↑   Burning Bright – Broadway Play – Original | IBDB May 6、2020閲覧。 エラー: 閲覧日が正しく記入されていません。
21. ↑  Parini, Jay (1995), John Steinbeck: A Biography, New York: Henry Holt & Co., p. 343, ISBN 0805016732